# Ağaçeli, Bingöl
Ağaçeli là một xã thuộc thành phố Bingöl, tỉnh Bingöl, Thổ Nhĩ Kỳ. Dân số thời điểm năm 2010 là 1.232 người.